# Бекман, Макс
Макс Бе́кман (нем. Max Beckmann; 12 февраля 1884, Лейпциг, Королевство Саксония — 27 декабря 1950, Нью-Йорк, США) — немецкий художник, один из крупнейших мастеров межвоенного периода XX в., выдающийся портретист.

## Биография
Учился живописи в Веймаре, переехал в Берлин. В годы Первой мировой войны работал в госпитале. Интересовался мистикой и теософией. Годы его наибольшего признания как художника — период Веймарской республики. В 1927 году получил Почётную императорскую премию в номинации «Немецкое искусство» и Золотую медаль г. Дюссельдорф. С 1925 года преподавал в Штеделевском художественном институте.
В 1933 году был отстранён от преподавания нацистскими властями, более 500 его картин были изъяты из музеев Германии, его творчество причислили к дегенеративному искусству. Мастер с женой переехали в 1937 году в Амстердам, но нацисты и там не оставляли его в покое: в 1944 году он едва избежал мобилизации, перенёс инфаркт. Лишь в 1947 году Бекман с женой сумели перебраться за океан. Несмотря на краткое пребывание в США, оказал глубокое воздействие на американское искусство. 

## Творчество
В 1920-х гг. был близок к новой вещественности, в 1930-е гг. пришёл к трагической экспрессионистской манере, сближающей его с мастерами северного Средневековья, творчеством Босха, Брейгеля, Грюневальда, Рембрандта, Сезанна, Ван Гога. Возродил жанр средневекового триптиха.
Иллюстрировал Новый Завет, «Фауста»  Гёте, «Записки из Мёртвого дома» Ф. М. Достоевского и др.

## Наследие
Живопись и графика Бекмана представлена в крупнейших музеях мира, отдельный зал посвящён его творчеству в Пинакотеке современности в Мюнхене. Ретроспективные выставки Бекмана проходили в нью-йоркском Музее современного искусства (МОМА), Центре Помпиду в Париже, галерее Тейт в Лондоне, в Эрмитаже (2007—2008), в Италии, Испании, Нидерландах.
Художник оставил богатое литературное наследие — драмы, эссе, дневники, письма.

## Избранные работы
- «Ночь», 1918—1919. Художественное собрание земли Северный Рейн — Вестфалия, Дюссельдорф
- «Кваппи в розовом свитере», 1932—1934. Музей Тиссен-Борнемиса, Мадрид

## Архивные публикации
- Aufsätze. München: Bayerische Staatsgemäldesammlungen, Max Beckmann Archiv, 2002
- Beiträge 2002. München: Bayerische Staatsgemäldesammlungen, Max Beckmann Archiv, 2003
- Beiträge 2004—2005. München: Max Beckmann Archiv, 2006